# Luis Mateo Díez
Pour les articles homonymes, voir Diez.
Luis Mateo Díez Rodríguez, né le 21 septembre 1942 à Villablino (León), est un écrivain et académicien espagnol.    

## Biographie
Il a été élu membre de l'Académie royale espagnole le 22 juin 2000, et occupe le fauteuil « I » depuis le 20 mai 2001.
Il obtient en 2020 le prix national des lettres espagnoles.

## Œuvre

### Textes narratifs
- Memorial de hierbas, contes, E.M.E.S.A., Madrid, 1973
- Apócrifo del clavel y la espina, prologue d'Agustín Delgado (es), E.M.E.S.A., Madrid, 1977
- Las estaciones provinciales, roman, Alfaguara, Madrid, 1982
- La fuente de la edad, roman, Alfaguara, 1986
- El sueño y la herida, 1987
- Brasas de agosto, Alfaguara, contes 1989 (les treize contes : El difunto Ezequiel Montes, Los grajos del Sochantre, Albanito, amigo mío, La familia de Villar, Concierto sentimental, Cenizas (prix Ignacio Aldecoa 1976), El sueño y la herida, Mister Delmas, La llamada, El viaje de doña Saturnina, Carta de amor y batalla, Brasas de agosto et Mi tío César)
- Albanito, amigo mío y otros relatos, nouvelles, Biblioteca de El Sol, Compañía Europea de Comunicación e Información, Madrid, 1989 (les 8 nouvelles : Albanito, amigo mío, El difunto Ezequiel Montes, Concierto sentimental, Cenizas, Los temores ocultos, La papelera, El pozo et Naufragios
- Las horas completas, roman, 1990
- El expediente del náufrago, roman, 1992
- Los males menores, contes et micronouvelles, Alfaguara, 1993
- Valles de leyenda, 1994
- Camino de perdición, roman, 1995
- El espíritu del páramo, roman, 1996
- La mirada del alma, roman, 1997
- El paraíso de los mortales, roman, 1998
- La ruina del cielo, roman, 1999
- Las estaciones de la memoria: antología, 1999
- Las palabras de la vida, 2000
- El pasado legendario, 2000
- Laciana: suelo y sueño, 2000
- Balcón de piedra, 2001
- El diablo meridiano, nouvelles, 2001 (dont : El diablo meridiano, La sombra de Anubis et Pensión Lucerna)
- El oscurecer (Un encuentro), roman, 2002
- Fantasmas del invierno, roman, 2004
- El fulgor de la pobreza, roman, 2005
- La piedra en el corazón, roman, 2006
- El árbol de los cuentos, recueil des nouvelles écrites entre 1973 et 2004, Alfaguara, 2006
- La gloria de los niños, roman, 2007
- El sol de la nieve o el día que desaparecieron los niños de Celama, 2008
- Los frutos de la niebla, 2008
- El expediente del náufrago, 2008
- El animal piadoso, roman, 2009
- Pájaro sin vuelo, roman, Alfaguara, 2011
- La cabeza en llamas, nouvelles, Galaxia Gutenberg, 2012 (les quatre nouvelles : La cabeza en llamas, Luz del Amberes, Contemplación de la desgracia et Vidas de insecto)
- Fábulas del sentimiento, nouvelles, Alfaguara, 2013
- La soledad de los perdidos, roman, Alfaguara, Madrid, 2014
- Los desayunos del Café Borenes, Galaxia Gutenberg, 2015 (contient deux textes : Los desayunos del Café Borenes (Un opúsculo) et Un callejón de gente desconocida (Un recuento)
- Vicisitudes, Alfaguara, 2017. Recueil de 85 contes, finaliste du prix de la Critique de Castilla y León en 2018[2].

### Essais
- Relato de Babia, essai, Papalaguinda, Valence, 1981
- El porvenir de la ficción, essai, Junta de Castilla y León, Consejería de Educación y Cultura, 1999

### Autres
- Días del desván, collection de 30 estampes évocatrices de l'enfance de l'écrivain à Valle de Laciana, Edilesa, León, 1997
- Azul serenidad o la muerte de los seres queridos, autobiographie, 2010

### Comme co-auteur
- Sabino Ordás: Les cenizas du fénix, 1985, collection d'articles journalistiques, avec Juan Pedro Aparicio et José María Merino
- Palabras en la nieve: un filandón, 2007, contes, avec Juan Pedro Aparicio et José María Merino
- Cuentos del gallo de oro, 2008, contes, avec Juan Pedro Aparicio et José María Merino
- Participation à Nocturnario (2016), un livre collectif avec collages d'Ange Olgoso dans lequel 101 écrivains hispano-américains ont apporté un texte pour accompagner chacune des images[3]
- Lecture du conte El gobernador d'Antonio Pereira par Luis Mateo Díez, dans : Natalia Álvarez Méndez et Encinar de los Ángeles (ed.), Antonio Pereira et 23 lecteurs complices, León : Eolas Ediciones, 2019[4].

## Prix
- 1986 : Prix de la critique de littérature narrative espagnole pour La fuente de la edad
- 1987 : Prix national de littérature narrative pour La fuente de la edad
- 1999 : Prix de la critique de littérature narrative espagnole pour La ruina del cielo
- 2000 : Prix national de littérature narrative pour La ruina del cielo
- 2012 : Prix Francisco Seuil du Livre de l'année pour La cabeza en llamas[5]
- 2020 : Prix national des lettres espagnoles[1]
- 2023 : Prix Cervantes